# امیل مارتینس
امیل مارتینس (انگلیسی: Emil Martínez؛ زادهٔ ۱۷ سپتامبر ۱۹۸۲) بازیکن فوتبال اهل هندوراس بود.
از باشگاه‌هایی که در آن بازی کرده است می‌توان به باشگاه فوتبال شانگهای گرینلند شنهوآ، باشگاه فوتبال لیگا دپورتیوا آلاخولنسه، باشگاه فوتبال بیجینگ گوان، و باشگاه فوتبال ژجیانگ اشاره کرد.
وی همچنین در تیم‌های ملی فوتبال هندوراس بازی کرده است.